# Psylvia Parent
Pour les articles homonymes, voir Parent.
Psylvia Parent, née le 8 novembre 1980 à Roubaix, est une nageuse française, spécialiste de natation synchronisée.

## Biographie
Psylvia Parent est sacrée championne de France du solo en 2000 et en 2007. Elle est remplaçante du ballet français remportant la médaille d'argent par équipe aux Championnats d'Europe de natation 1999.